# Parroquia de San Sebastián (Ciudad de México)
La Parroquia de San Sebastián (también, Parroquia de San Sebastián Mártir) es un templo católico ubicado en el Centro Histórico de la Ciudad de México, en la alcaldía Cuauhtémoc. Aunque su fundación data del siglo XVI, el edificio actual se construyó a principios del siglo XVIII.  Se caracteriza por ser una de las pocas iglesias de la ciudad que conserva un sistema estructural de madera.

## Historia
El barrio de San Sebastián tiene su origen en el barrio prehispánico de Atzacoalco (en el camino, en náhuatl), uno de los cuatro barrios o campan en que estaba dividida la ciudad de México-Tenochtitlán. Después de la conquista de México, la ciudad se dividió políticamente en tres partes: la traza, que era exclusivamente para españoles, y las parcialidades indígenas de Santiago Tlatelolco al norte, y San Juan Tenochtitlán, la cual rodeaba la traza y se dividía en cuatro barrios: Santa María Cuepopan, San Pablo Zoquipan, San Sebastián Atzacoalco y San Juan Moyotla. En la parte central del barrio de San Sebastián se construyó —como en cada uno de los barrios indígenas— una capilla, en este caso en 1524 bajo la advocación de San Sebastián, la cual funcionaba a manera de ayuda de la parroquia de San José de los naturales del convento de San Francisco. La fundación de estas capillas se atribuye, según la tradición franciscana, a fray Pedro de Gante, aunque también otras fuentes atribuyen su fundación a Hernán Cortés o la Segunda audiencia.
Los carmelitas llegaron a la Ciudad de México el 17 de noviembre de 1585 en el séquito del nuevo virrey, Álvaro Manrique y Zúñiga, marqués de Villamanrique. El virrey les ofreció la ermita de San Sebastián, y el arzobispo Pedro Moya de Contreras  consintió que se establecieran ahí, desatando un conflicto con los franciscanos, que exigieron conservar el territorio parroquial edificando otra iglesia en el lugar. Sin embargo, ermita y territorio parroquial pasaron a los carmelitas gracias a la influencia del virrey.
Debido a la falta de espacio y las malas condiciones de la ermita, poco tiempo después argumentaron la necesidad de un templo mayor con un convento aparte y adquirieron unos solares cerca de la ermita, donde comenzaron la edificación del conjunto que después se constituiría como el templo y convento del Carmen. La ermita de san Sebastián se destinó para atender a la feligresía, y el nuevo conjunto, para que vivieran los frailes según las normas de su instituto.
En un principio, la ermita de San Sebastián funcionaba como templo, convento, noviciado, colegio, recinto de la cofradía de los cereros y centro de administración de sacramentos de los pueblos sujetos a la jurisdicción de San Sebastián. Con la edificación del nuevo conjunto  las actividades se dividieron. El nuevo templo y el convento  quedaron para los carmelitas y para la atención de la población hispana o criolla, mientras la ermita de San Sebastián se utilizó para las actividades que realizaban con los indígenas y la cofradía.
La parroquia estuvo en manos de los carmelitas hasta 1607, cuando se mudaron a su nuevo convento y la parroquia de San Sebastián fue cedida a los agustinos, quienes la administraron hasta 1750, cuando se secularizó.
Actualmente cuenta con museo de sitio.